# Albertus Soegijapranata
Mgr Albertus Soegijapranata, SJ, également connu sous son nom de naissance Soegija, né le 25 novembre 1896 et mort le 22 juillet 1963, est un prêtre jésuite qui devient vicaire apostolique de Semarang puis archevêque. Il est le premier évêque d'origine indonésienne et connu pour sa position pro- nationaliste.
Vers 1909 le père Frans van Lith le fait entrer au Xaverius College, une école jésuite à Muntilan, où Soegija. Il est baptisé le 24 décembre 1910. Il commence son noviciat de deux ans auprès de la Compagnie de Jésus en septembre 1920 à Grave. En 1928, il revient aux Pays-Bas pour étudier la théologie à Maastricht, où il est ordonné par l'évêque de Roermond, Laurentius Schrijnen, le 15 août 1931 ; Soegija ajoute alors le mot « pranata » à la fin de son nom. Il est ensuite renvoyé aux Indes pour prêcher et devint vicaire paroissial à la paroisse de Kidul Loji, Yogyakarta. Soegijapranata est consacré vicaire apostolique du vicariat apostolique de Semarang nouvellement créé en 1940.
L'empire du Japon envahit les Indes au début de 1942 et, au cours de l'occupation qui suit, de nombreuses églises sont saisies et des ecclésiastiques sont arrêtés ou tués. Soegijapranata réussit à résister à plusieurs de ces saisies et passe le reste de l'occupation au service des catholiques dans son vicariat. Après l'indépendance du pays en août 1945, Semarang est en proie à des troubles. Soegijapranata aide à négocier un cessez-le-feu après une bataille de cinq jours entre les troupes japonaises et indonésiennes et appelle le gouvernement central à envoyer quelqu'un pour faire face aux troubles et aux pénuries alimentaires dans la ville. Durant les années qui ont suivi la révolution, il a beaucoup écrit contre le communisme et développe l'Église ; il sert de médiateur entre plusieurs factions politiques. Il est nommé archevêque le 3 janvier 1961, lorsque Semarang est élevée au rang de province ecclésiastique.

## Biographie

### Jeunesse
Soegija naît le 25 novembre 1896 à Surakarta de Karijosoedarmo, son père qui est abdi dalem (courtisan) au royaume de Surakarta, et de Soepiah, sa mère. La famille est musulmane   . Soegija – dont le nom est dérivé du mot javanais soegih, signifiant riche  – est le cinquième de neuf enfants. La famille déménage ensuite à Ngabean, Yogyakarta. Là, Karijosoedarmo commence à servir comme courtisan au Kraton Ngayogyakarta Hadiningrat auprès du sultan Hamengkubuwono VII, tandis que sa femme vend du poisson ; malgré cela, la famille est pauvre. Soegija est un enfant audacieux, prompt à se battre, doué au football et connu pour son intelligence dès son plus jeune âge. Alors que Soegija est encore jeune, son père le fait jeûner conformément à la loi islamique.
Il commence son éducation dans une école du complexe de Kraton, connue localement sous le nom de Sekolah Angka Loro, où il apprend à lire et à écrire. Il est ensuite transféré dans une école à Wirogunan, Yogyakarta, près de Pakualaman. À partir de sa troisième année, il fréquente une école néerlandaise pour les Indonésiens de souche à Lempuyangan. En dehors de l'école, il étudie le gamelan et le chant avec ses parents. Vers 1909, le père Frans van Lith lui demande de rejoindre l'école jésuite de Muntilan. Bien que ses parents aient d'abord craint que Soegija ne devienne trop européanisée, ils acceptent.

### Formation

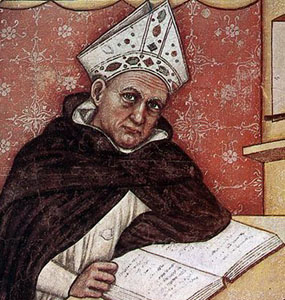
Albertus Magnus, un saint du XIIIe siècle ; Soegija a basé son nom de baptême sur celui d'Albertus

En 1909, Soegija commence ses études au Collège Xaverius de Muntilan, une école pour futurs enseignants, et séjourne dans le dortoir. . Il est l’un des 54 étudiants de sa promotion. Les garçons suivent un programme strict, assistant aux cours le matin et participant à d'autres activités, comme le jardinage, les discussions et les échecs, l'après-midi. Les étudiants catholiques prient régulièrement. Bien que le collège n'exige pas que les étudiants soient catholiques, Soegija subit des pressions de la part de ses camarades de classe catholiques, ce qui conduit à plusieurs bagarres.
L'année suivante, Soegija demande à rejoindre les classes d'éducation catholique, invoquant le désir d'utiliser pleinement les installations de Xaverius. Il est intrigué par la Trinité et demande des éclaircissements à plusieurs prêtres. Soegija demande à être baptisé, citant la découverte du Temple pour montrer pourquoi il n'a pas besoin de la permission de ses parents. Les prêtres acceptent et Soegija est baptisée le 24 décembre 1910, prenant le nom de baptême Albertus, pour Albertus Magnus. Pendant les vacances de Noël, il a annoncé à sa famille qu’il s’était converti. Sa conversion est progressivement acceptée par sa famille proche, mais sa famille éloignée le rejette.
La visite d'un missionnaire capucin conduit Soegija à envisager de devenir prêtre. En 1915, Soegija termine ses études à Xaverius, mais reste comme enseignant. L'année suivante, il rejoint le séminaire sur place, l'un des trois Indonésiens de souche qui entrent au séminaire cette année-là. Il obtient son diplôme en 1919, après avoir étudié le français, le latin, le grec et la littérature.

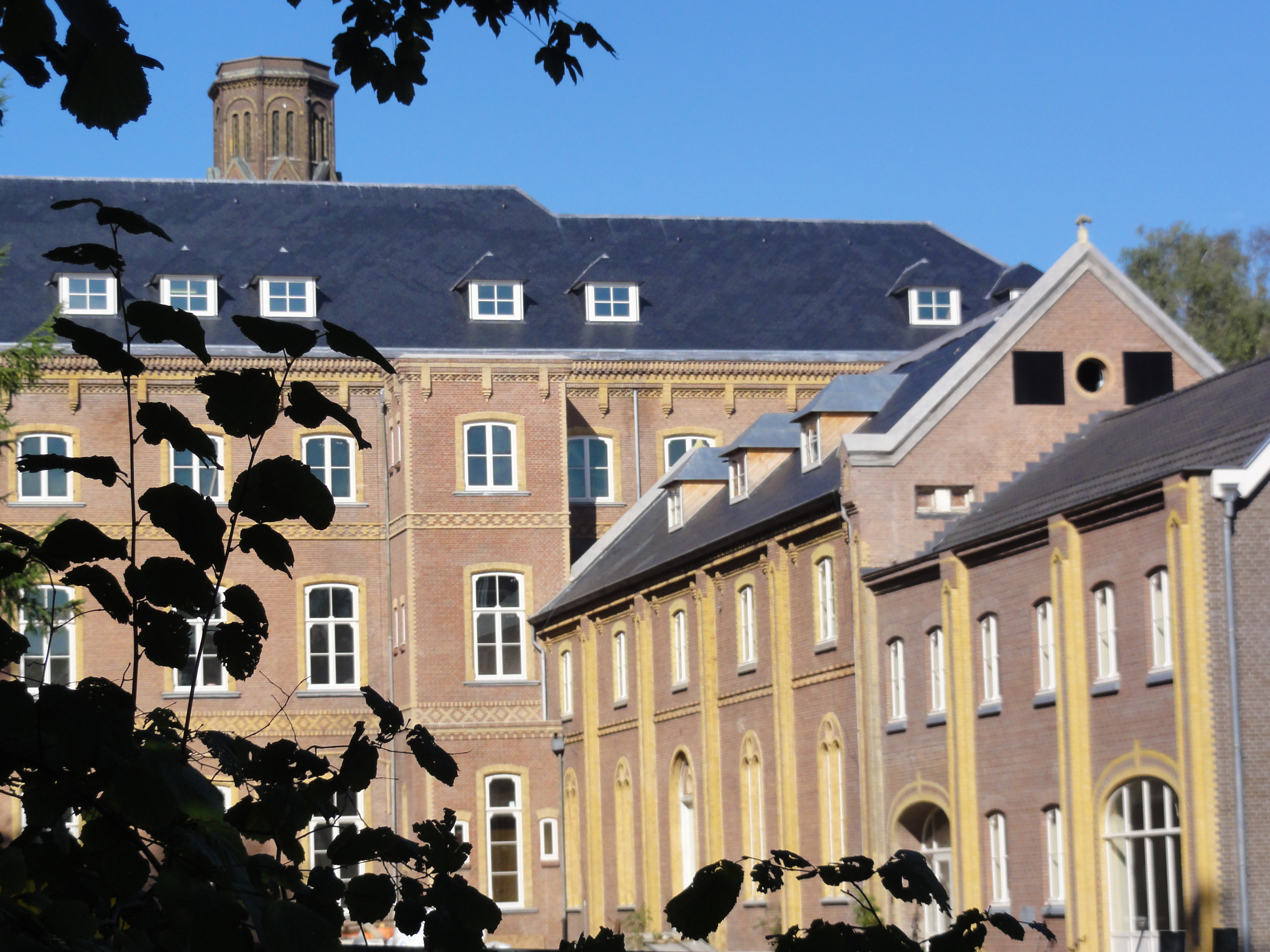
Soegija passe son noviciat à Mariëndaal, à Grave, aux Pays-Bas

Soegija et ses camarades de classe s'embarquent pour Uden, aux Pays-Bas, pour poursuivre leurs études en 1919. À Uden, Soegija passe un an à étudier le latin et le grec, nécessaires à sa prédication de retour aux Indes. Lui et ses camarades de classe se sont adaptés à la culture néerlandaise. Il termine son noviciat le 22 septembre 1922 et est initié chez les Jésuites, prêtant serment de pauvreté, de chasteté et d'obéissance.
Après avoir rejoint les Jésuites, Soegija passe une autre année à Mariëndaal au juniorat. À partir de 1923, il étudie la philosophie au Berchmann College d'Oudenbosch ; pendant cette période, il examine les enseignements de Thomas d'Aquin et commence à écrire sur le christianisme. Dans une lettre datée du 11 août 1923, il écrit que les Javanais sont jusqu'à présent incapables de faire la différence entre catholiques et protestants, et que la meilleure façon de convertir les Javanais est par les actes, non par les paroles. Il traduit certains des résultats du 27e Congrès eucharistique international, tenu à Amsterdam en 1924, pour le magazine en langue javanaise Swaratama, qui circuleprincipalement parmi les anciens élèves de Xaverius. Il obtient son diplôme de Berchmann en 1926, puis commence les préparatifs pour retourner aux Indes.

### Sacerdoce
Soegija arrive à Muntilan en septembre 1926, où il commence à enseigner l'algèbre, la religion et le javanais à Xaverius. On sait peu de choses sur sa période en tant qu'instructeur à l'école, bien que les archives indiquent qu'il a basé son style d'enseignement sur celui de van Lith, décédé au début de 1926, expliquant les concepts religieux en termes basés sur la tradition javanaise. Il a supervisé les programmes de gamelan et de jardinage de l'école   et est devenu le rédacteur en chef de Swaratama. Soegijapranata a écrit des éditoriaux qui couvraient différents sujets, y compris des condamnations du communisme et des discussions sur divers aspects de la pauvreté.
Après deux ans à Xaverius, en août 1928, Soegija retourne aux Pays-Bas, où il étudie la théologie à Maastricht. Le 3 En décembre 1929, lui et quatre autres jésuites asiatiques rejoignirent le général des jésuites Wlodzimierz Ledóchowski lors d'une réunion avec Pie XI au Vatican ; le pape dit aux hommes asiatiques qu'ils devaient être les « épines dorsales » du catholicisme dans leurs nations respectives. Soegija est nommée diacre en mai 1931 ; il est ordonné évêque de Roermond Laurentius Schrijnen le 15 août 1931, alors qu'il étudie encore la théologie. Après son ordination, Soegija a ajouté le mot pranata, signifiant « prière » ou « espoir », comme suffixe de son nom de naissance ; de tels ajouts sont une pratique courante dans la culture javanaise après que son porteur ait atteint une étape importante. Il termine ses études de théologie en 1932 et passa son troisième cycle à Drongen, en Belgique, en 1933. Cette année-là, il écrivit une autobiographie intitulée La Conversione di un Giavanese ( La Conversion d'un Javanais ) ; l'ouvrage est publié en italien, en néerlandais et en espagnol.

## Prédication

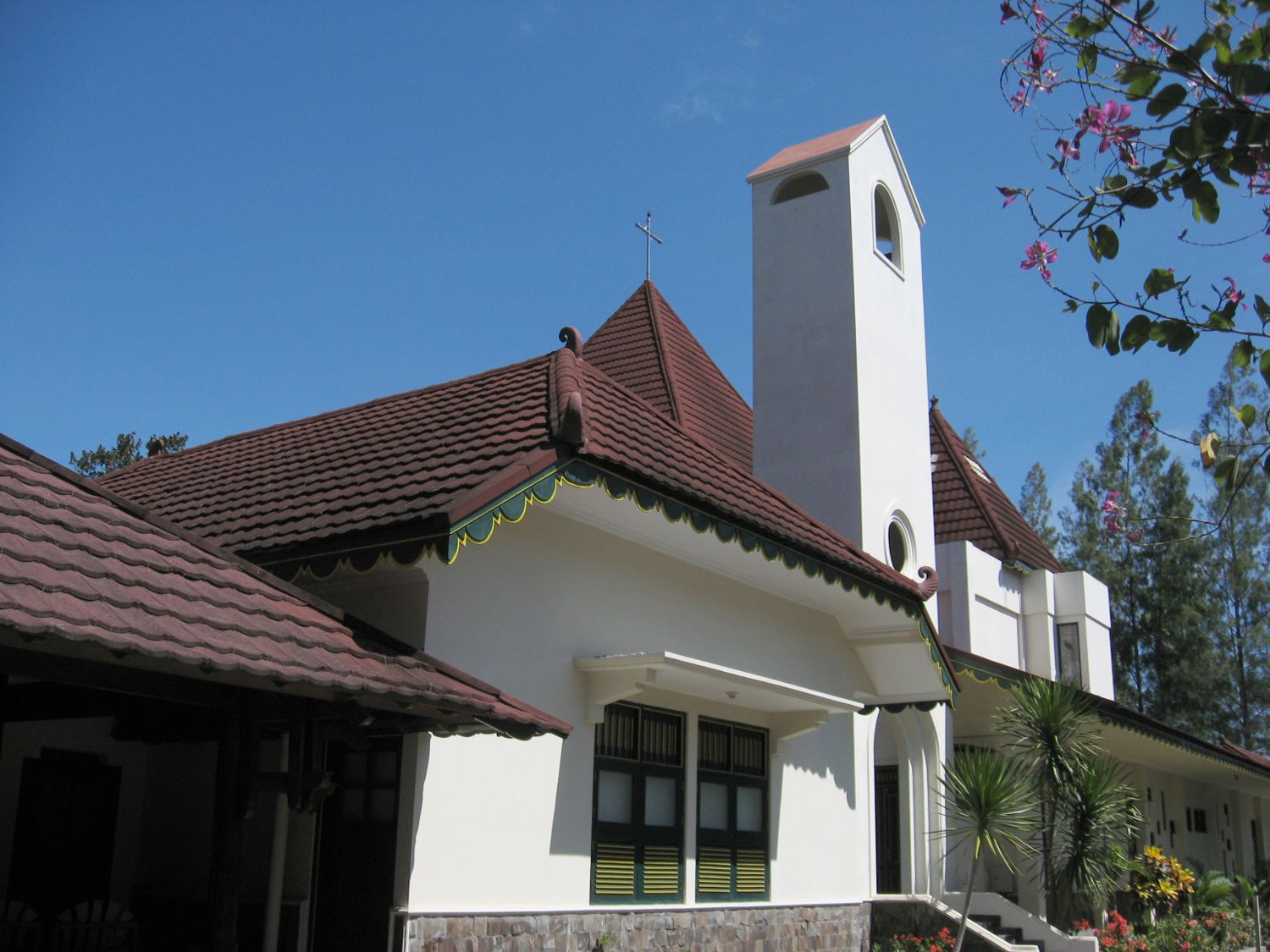
L'église paroissiale de Ganjuran, que Soegijapranata servait en même temps que Bintaran

Le 8 août 1933, Soegijapranata et deux autres prêtres partirent pour les Indes ; Soegijapranata est chargé de prêcher à Kidul Loji à Yogyakarta, près de Kraton. Il a servi comme vicaire paroissial pour le père van Driessche, l'un de ses professeurs de Xaverius. Le prêtre aîné a enseigné à Soegijapranata comment mieux répondre aux besoins de sa paroisse, tandis que van Driessche a probablement utilisé Soegijapranata pour prêcher à la population catholique autochtone croissante de la ville.
Il est transféré pour devenir le prêtre à Bintaran . Bintaran est l'un des quatre centres de présence catholique à Yogyakarta à l'époque, avec Kidul Loji, Kotabaru et Pugeran. Après la mort de van Driessche en juin 1934, les fonctions de Soegijapranata sont étendues pour inclure le village de Ganjuran, Bantul, au sud de la ville, qui abritait plus d'un millier de catholiques autochtones . Il est également conseiller spirituel de plusieurs groupes locaux et crée une coopérative de crédit catholique.
À l’époque, l’Église catholique a du mal à retenir les convertis. Certains convertis reviennent à l'islam après avoir réintégré la société et avoir été confrontés à l'ostracisme social. Lors d'une réunion avec d'autres jésuites en 1935, Soegijapranata a imputé le problème au manque d'une identité catholique unie, ou sensus Catholicus, ainsi qu'au faible nombre de mariages mixtes entre catholiques natifs. Soegijapranata s'oppose au mariage entre catholiques et non-catholiques. Il conseille les jeunes couples catholiques avant le mariage, estimant que ces unions aidaient à unir les familles catholiques de la ville En 1938, il est choisi pour conseiller la Compagnie de Jésus, coordonnant le travail jésuite aux Indes.

### Vicaire apostolique
Le Vicariat apostolique de Batavia est divisé en deux le 25 juin 1940 ; la moitié orientale devint le Vicariat apostolique de Semarang. Soegijapranata est chargé du vicariat apostolique nouvellement établi.
Soegijapranata part pour Semarang le 30 septembre 1940 et est consacré évêque titulaire de Danaba (de) par Pieter Jan Willekens avec comme co-consécrateurs Antonius Everardo Johannes Albers (id) et Henri Martin Mekkelholt (id), le 6 octobre à l'église du Saint-Rosaire à Randusari, qui devient plus tard son siège  . Cette consécration fit de Soegijapranata le premier évêque indigène indonésien. La cérémonie est suivie par de nombreuses personnalités politiques et sultans de Batavia, Semarang, Yogyakarta et Surakarta, ainsi que par le clergé de Malang et de Lampung Le premier acte de Soegijapranata en tant que vicaire est de publier une lettre pastorale avec Willekens qui décrit le contexte historique qui a conduit à sa nomination, y compris la lettre apostolique de Benoît XV Maximum illud qui appelle à davantage de clergé local . Soegijapranata commence à travailler sur la hiérarchie de l'Église dans la région, en établissant de nouvelles paroisses.

### Occupation japonaise

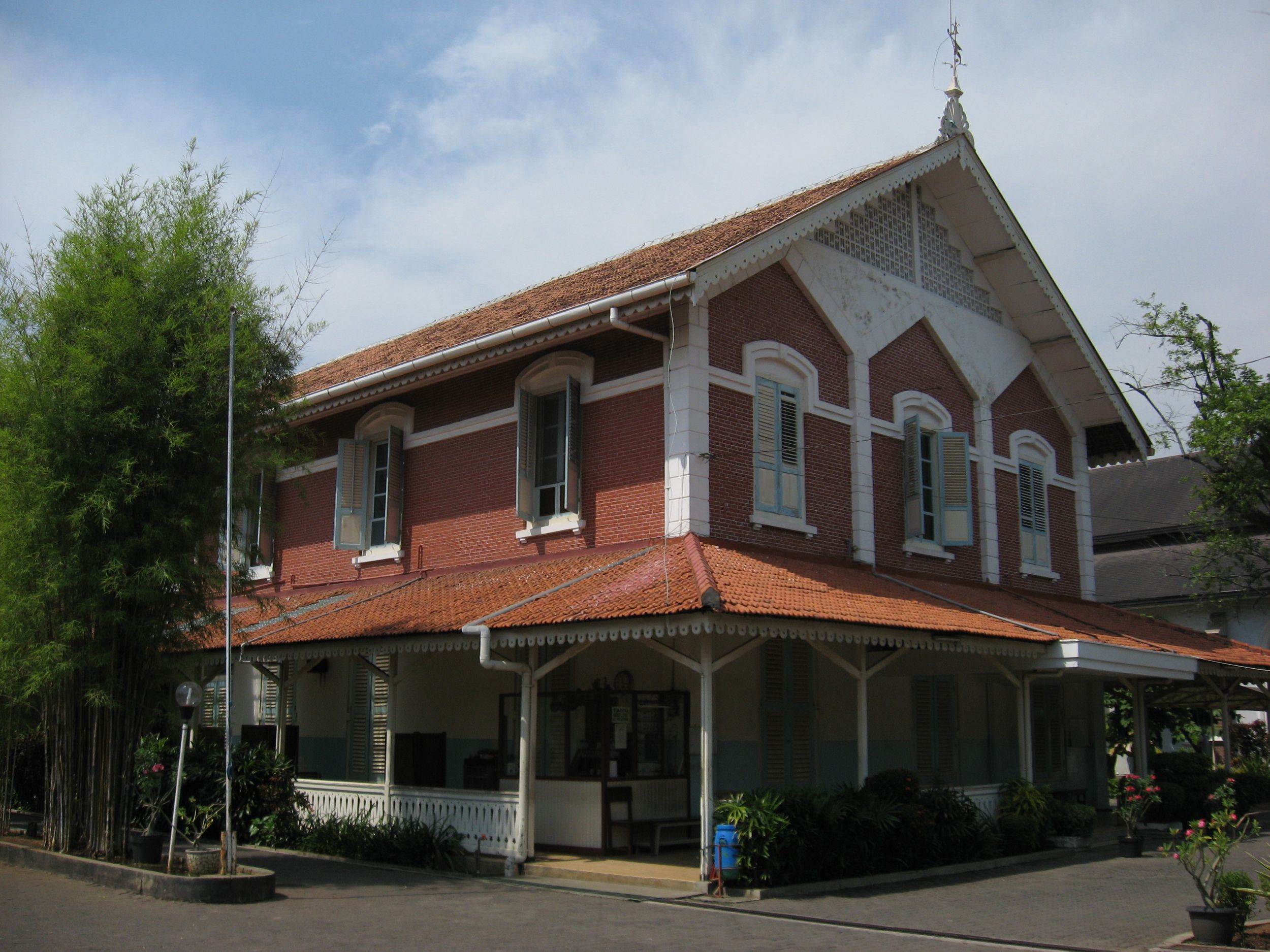
Le presbytère de Gedangan, dont Soegijapranata a empêché les forces d'occupation japonaises de s'emparer en 1942

Après l'occupation des Indes par les Japonais au début de 1942, les Indes capitulent. Le gouvernement d'occupation interdit l'usage du néerlandais dans les services et dans les écrits et saisissent plusieurs propriétés de l'Église. Soegijapranata tente de résister à ces saisies, en remplissant parfois les lieux de personnes pour les rendre ingérables ou en indiquant que d'autres bâtiments, comme les cinémas, répondraient mieux aux besoins japonais.
Lorsque les Japonais tentent de s'emparer de la cathédrale de Randusari, Soegijapranata répond qu'ils ne pourraient la prendre qu'après l'avoir décapité ; les Japonais trouvèrent plus tard un autre emplacement pour leur bureau. Il empêche les Japonais de prendre le presbytère de Gedangan et a désigné des gardiens pour les écoles et autres installations afin d'empêcher la saisie.
Soegijapranata est bien traité par les forces japonaises ; il est souvent invité aux cérémonies japonaises, mais n'y assiste pas. Il utilise cette position de respect pour faire pression en faveur d’un traitement équitable des personnes internées. Il réussit à obtenir des seigneurs japonais qu'ils exemptent les religieuses de la conscription paramilitaire et leur permettent de travailler dans les hôpitaux.
Comme le nombre de membres du clergé est sévèrement limité, Soegijapranata se déplace d'église en église pour s'occuper des paroissiens, prêchant activement et servant de chef de facto de l'Église catholique du pays ; cela vise en partie à contrecarrer les rumeurs de sa détention par les Japonais . Il fait en sorte de garantir que le séminaire continue à produire de nouveaux pasteurs et nomme le père Hardjawasita, récemment ordonné, comme recteur.

### Révolution nationale indonésienne

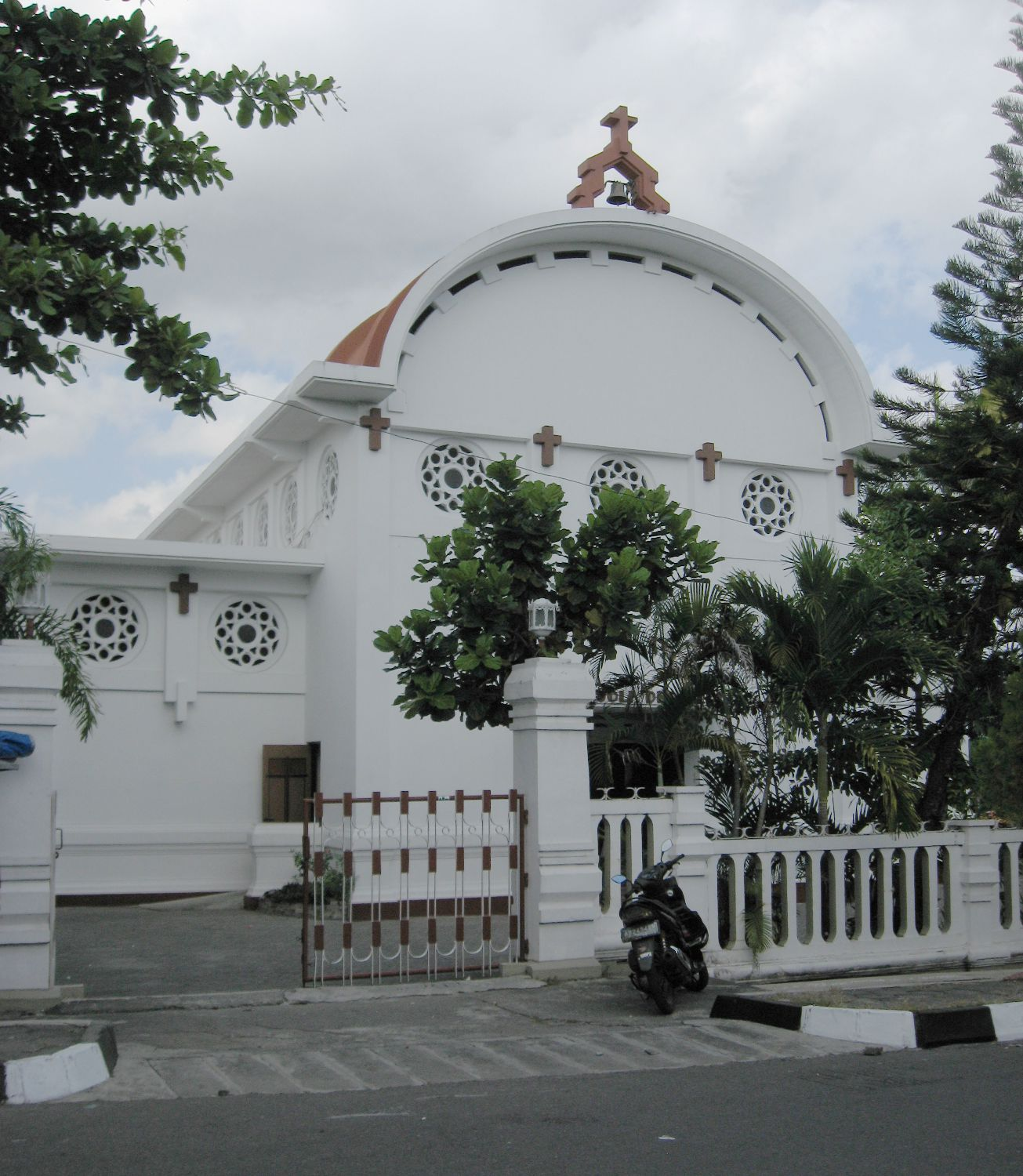
L'église Saint-Yoseph de Bintaran, qui a servi de siège à Soegijapranata pendant une grande partie de la révolution nationale indonésienne

En soutien à la nouvelle République, Soegijapranata fait flotter un drapeau indonésien devant le presbytère de Gedangan ; cependant, il ne reconnait pas formellement l'indépendance de la nation, en raison de sa correspondance avec Willekens concernant la neutralité de l'Église. Lui et son clergé soignent au presbytère les missionnaires hollandais blessés, récemment libérés de l'emprisonnement.
Les forces alliées envoyées pour désarmer les Japonais et rapatrier les prisonniers de guerre arrivent en Indonésie en septembre 1945. À Semarang, cela conduit à un conflit entre les forces japonaises et les rebelles indonésiens, qui commence le 15 octobre ; les Indonésiens ont pour objectif de confisquer les armes japonaises. Les forces alliées débarquent le 20 octobre 1945. Préoccupé par les souffrances des civils, le vicaire apostolique dit aux Alliés qu'ils devaient mettre un terme au conflit. Soegijapranata a ensuite contacté les Japonais et, cet après-midi-là, a négocié un accord de cessez-le-feu dans son bureau de Gedangan, malgré les tirs des forces indonésiennes sur les soldats Gurkha postés devant le bâtiment.

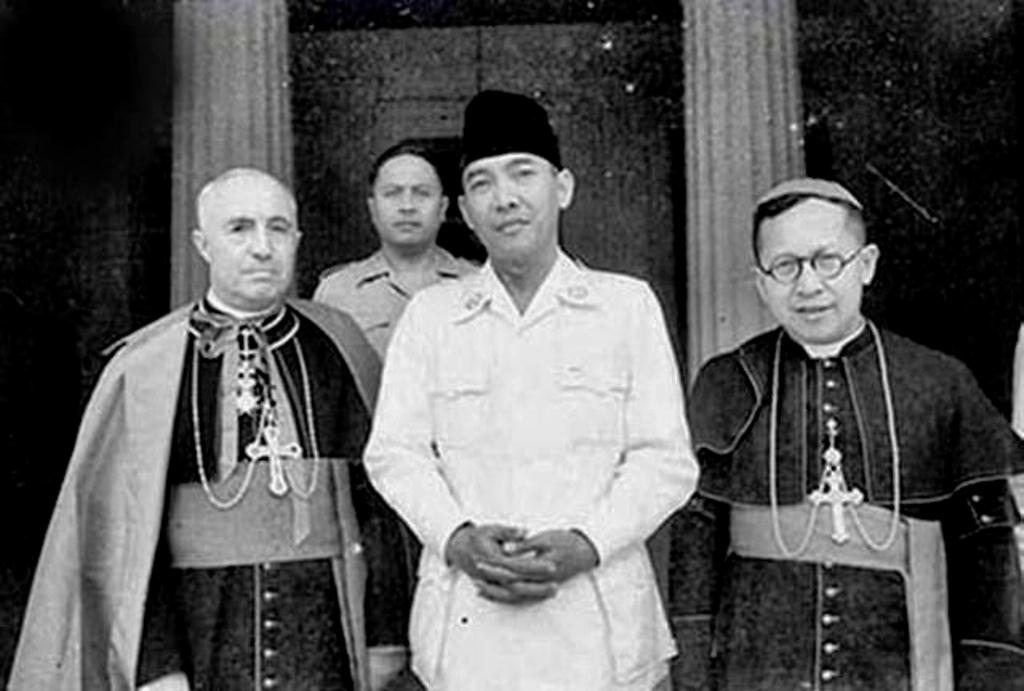
Soegijapranata et Georges de Jonghe d'Ardoye avec le président Sukarno, 1947

En janvier 1946, le gouvernement indonésien quitte Jakarta. Soegijapranata reste d'abord à Semarang, travaillant à établir des patrouilles et des surveillances  . Cependant, au début de 1947, il déménage à Yogyakarta, ce qui lui permet de communiquer facilement avec les dirigeants politiques . Il établit son siège à Saint-Yoseph à Bintaran  et conseille aux jeunes catholiques de se battre pour leur pays, en disant qu'ils ne devraient revenir qu'« une fois morts ». Soegijapranata est présent lors de plusieurs batailles qui éclatèrent là où il prêchait.
Pendant l'occupation néerlandaise, Soegijapranata fait sortir clandestinement certains de ses écrits du pays ; les œuvres, publiées plus tard dans Commonweal avec l'aide de George McTurnan Kahin, décrivent la vie quotidienne des Indonésiens sous la domination néerlandaise et appellent à la condamnation internationale de l'occupation . Soegijapranata estime que le blocus néerlandais contre l'Indonésie, en plus d'étrangler l'économie du nouveau pays, a accru l'influence de ses groupes communistes.

### Post-révolution

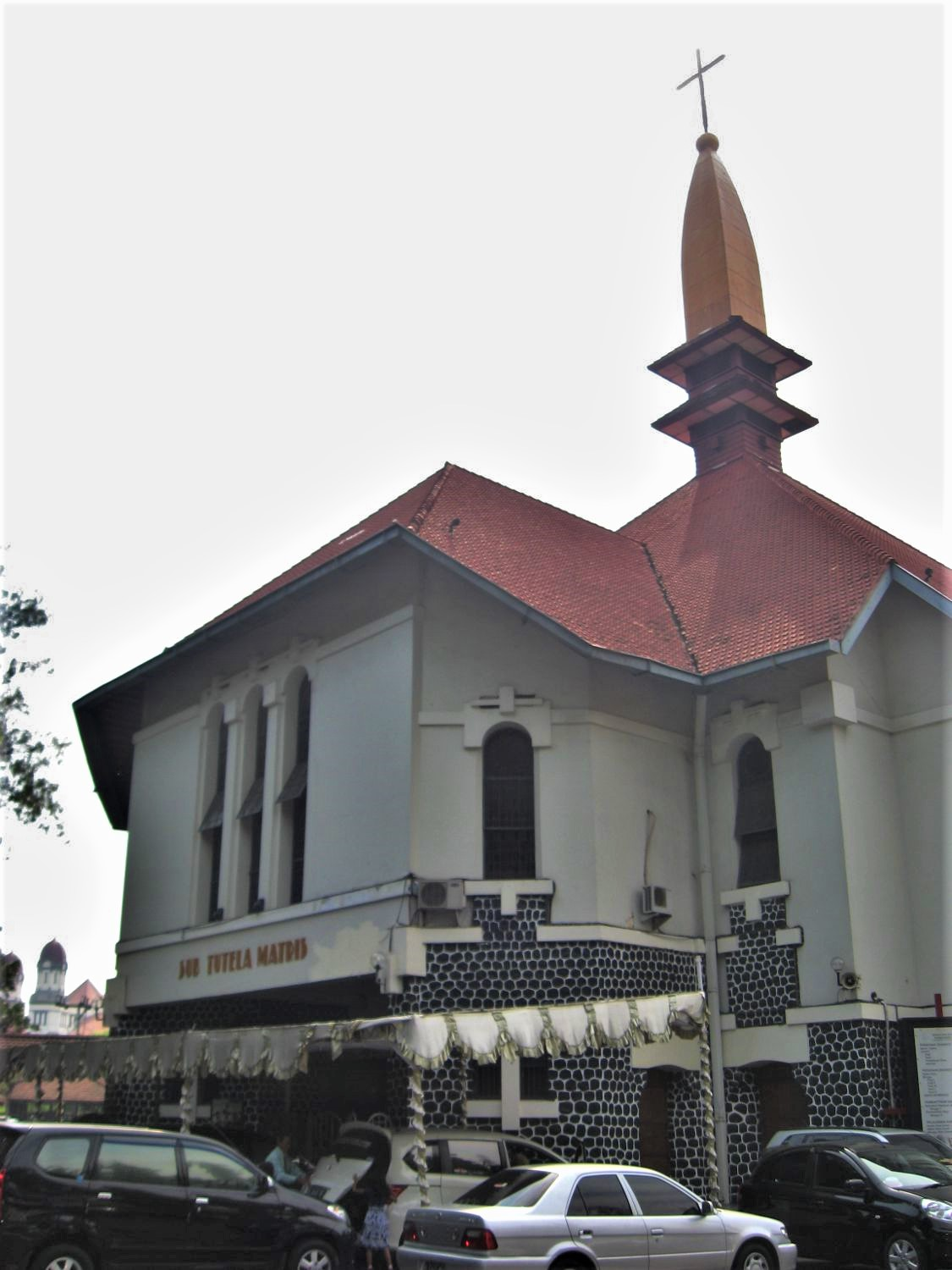
La cathédrale du Saint-Rosaire à Randusari, Semarang, qui a servi de siège à Soegijapranata pendant la majeure partie de son mandat d'évêque

En 1953, le ministère des Affaires religieuses décrète qu'aucun missionnaire étranger ne serait autorisé à entrer dans le pays, et une loi ultérieure interdit à ceux qui se trouvent déjà en Indonésie d'enseigner. En réponse, Soegijapranata encourage le clergé éligible à demander la citoyenneté indonésienne, contournant ainsi les nouvelles lois.
En plus de superviser le nouveau clergé, Soegijapranata continue à œuvrer pour l'éducation catholique et la prospérité, à l'instar de son travail d'avant-guerre. Soegijapranata commence à réformer l’Église dans son vicariat apostolique, la rendant plus indonésienne. Il préconise l'utilisation des langues locales et de l'indonésien pendant la messe, l'autorisant dans tout son diocèse à partir de 1956. En outre, il insiste pour que la musique gamelan soit utilisée pour accompagner les services et accepté l'utilisation de spectacles de wayang pour enseigner la Bible aux enfants.
Alors que la guerre froide s’intensifie, des tensions se développent entre l’Église d’Indonésie et le Parti communiste indonésien (PKI). Pour lutter contre le PKI, Soegijapranata travaille avec d’autres catholiques pour créer des groupes de travail, ouverts aux catholiques et aux non-catholiques. Il espère que ces mesures donneraient du pouvoir aux travailleurs et limiteraient ainsi l’influence du PKI. L'un de ces groupes de travail est le Buruh Pancasila, qui est formé le 19 juin 1954. L'année suivante, la Conférence des évêques d'Indonésie (MAWI, plus tard KWI), reconnaissant le dévouement de Soegijapranata envers les pauvres, lui confie la responsabilité de mettre en place des programmes de soutien social dans tout l'archipel. Le 2 novembre 1955, lui et plusieurs autres évêques publient un décret dénonçant le communisme, le marxisme et le matérialisme, et demandant au gouvernement d'assurer un traitement juste et équitable à tous les citoyens.
Il y a également des frictions au sein des groupes catholiques, d'abord à propos du décret de Sukarno de 1957 le déclarant président à vie et de l'instauration d'une politique de démocratie guidée. Une faction, dirigée par Soegijapranata, a soutenu ce décret, tandis que la faction du chef du Parti catholique IJ Kasimo s'y est fortement opposée. Sukarno, qui entretient de bonnes relations de travail avec Soegijapranata, demande au vicaire de rejoindre le Conseil national, une demande que Soegijapranata refuse. Ceci, ainsi que le soutien de Soegijapranata au décret de Sukarno du 5 juillet 1959 appelant à un retour à la constitution de 1945, conduit l'évêque de Jakarta, Adrianus Djajasepoetra, à dénoncer Soegijapranata comme un flagorneur. Cependant, Soegijapranata est fortement opposé à l'idée de Nasakom de Sukarno, qui base une partie du gouvernement de la nation sur le communisme.

## Mort et postérité

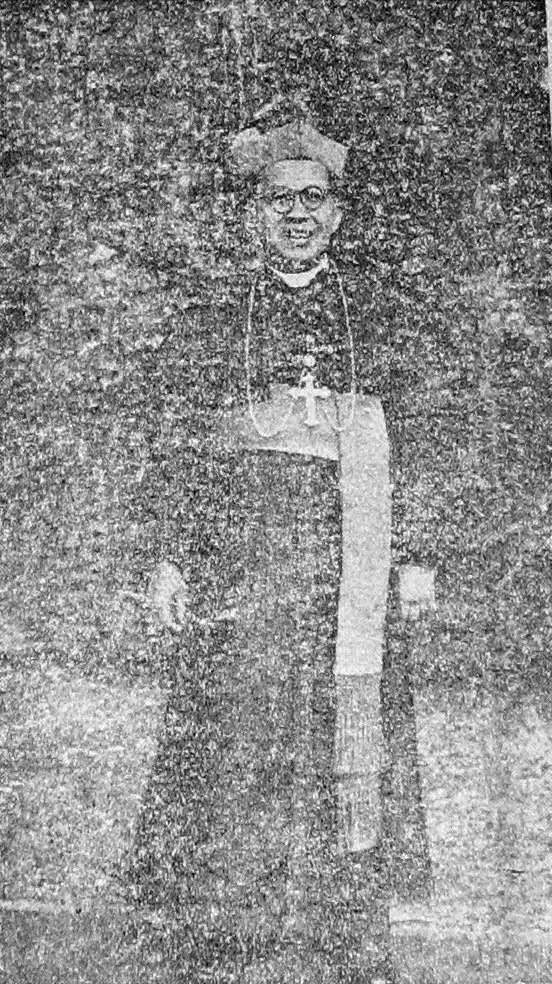
Soegijapranata dans ses dernières années

En 1959, le cardinal Grégoire-Pierre Agagianian visite le pays pour voir les préparatifs de l'Église. Le KWI a officiellement demandé sa propre hiérarchie dans une lettre de mai 1960 ; cette lettre a reçu une réponse du pape Jean XXIII datée du 20 mars 1961, qui a divisé l'archipel en six provinces ecclésiastiques : deux à Java, une à Sumatra, une à Flores, une à Sulawesi et Maluku, et une à Bornéo. Semarang devint le siège de la province de Semarang, et Soegijapranata son archevêque. Il est élevé au rang de 3 janvier 1961.
Lorsque cela se produit, Soegijapranata est en Europe pour assister au Concile Vatican II en tant que membre de la Commission préparatoire centrale ; il est l'un des onze évêques diocésains et archevêques d'Asie. Il assiste à la première session, où il exprime ses inquiétudes quant à la baisse de la qualité du travail pastoral  et appelle à la modernisation de l'Église. Il retourne ensuite en Indonésie, mais sa santé, mauvaise depuis la fin des années 1950, décline rapidement.
Après un séjour à l'hôpital Elisabeth Candi de Semarang en 1963, Soegijapranata s'est vu interdire d'effectuer des services actifs. Justinus Darmojuwono, exerce les fonctions d’évêque par intérim. Le 30 mai 1963, Soegijapranata quitte l'Indonésie pour l'Europe afin d'assister à l'élection du pape Paul VI. Soegijapranata se rend ensuite à l'hôpital Canisius de Nimègue, où il suit un traitement du 29 juin au 6 juillet. Il meurt le 22 juillet 1963, dans un couvent de Steyl, aux Pays-Bas, d'une crise cardiaque .
Son corps est transporté par avion en Indonésie après que les derniers sacrements aient été administrés par le cardinal Bernardus Johannes Alfrink. Soegijapranata est déclaré Héros national d'Indonésie le 26 juillet 1963, par le décret présidentiel n°152/1963, alors que son corps est encore en transit. Le corps de Soegijapranata est arrivé à l'aéroport de Kemayoran à Jakarta le 28 juillet et est amené à la cathédrale de Jakarta pour d'autres rites, notamment un discours de Sukarno, présidé par l'évêque de Jakarta Adrianus Djajasepoetra. Le lendemain, le corps de Soegijapranata est transporté par avion à Semarang, accompagné de plusieurs sommités de l'Église et du gouvernement. Il est enterré au cimetière des héros de Giri Tunggal lors de funérailles militaires le 30 juillet, après plusieurs autres rites.

## Postérité

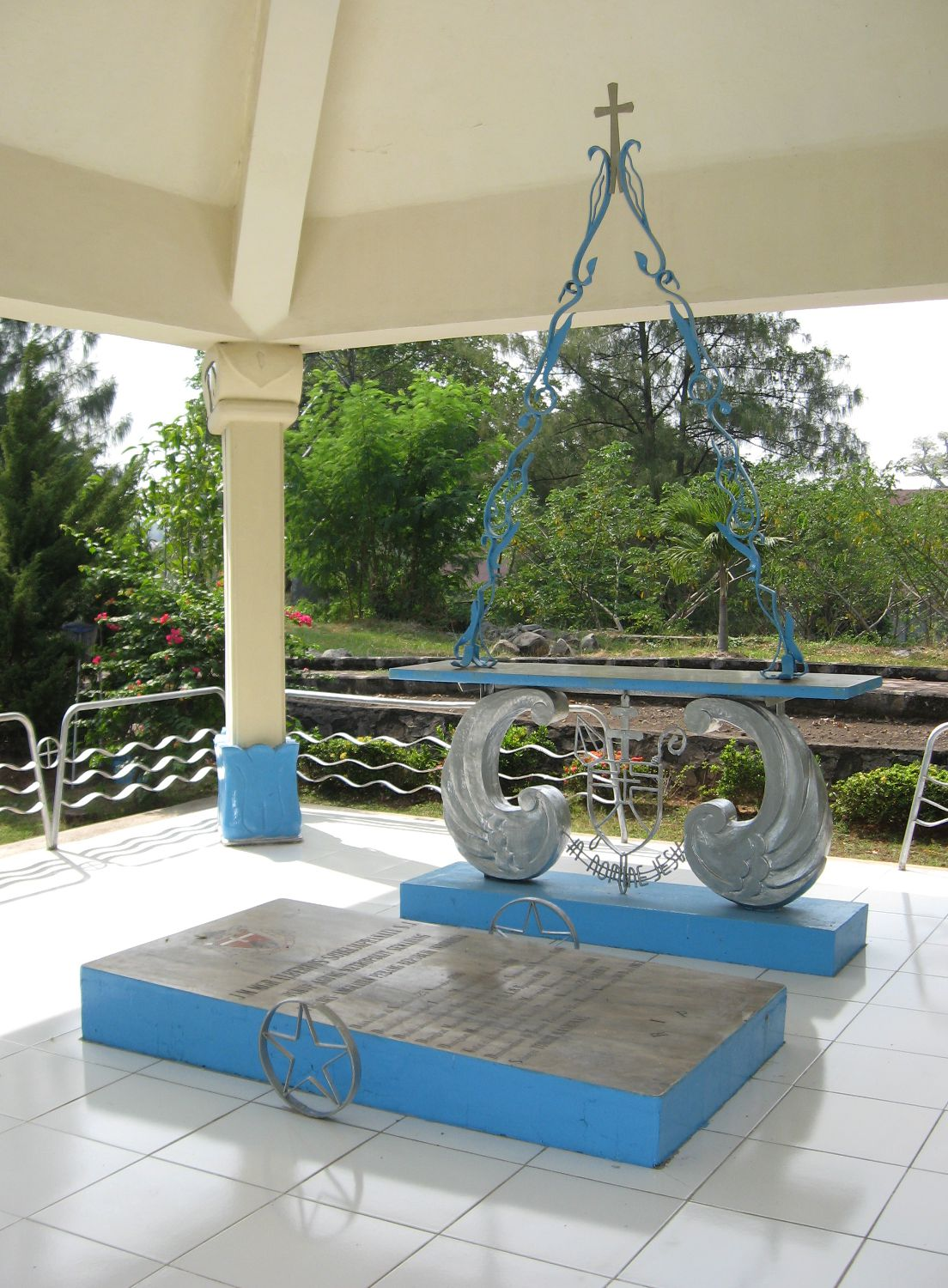
La tombe de Soegijapranata à Giri Tunggal

Les catholiques javanais se souviennent de Soegijapranata avec fierté, qui louent sa force de volonté pendant l'occupation et la révolution nationale. L'historien Anhar Gonggong a décrit Soegijapranata non seulement comme un évêque, mais comme un dirigeant indonésien qui « est testé comme un bon dirigeant et méritait le statut de héros ». L'historien indonésien Anton Haryono a décrit l'ascension de Soegijapranata à l'épiscopat comme « monumentale », considérant que Soegijapranata n'avait été ordonné que neuf ans auparavant et a été choisi avant des prêtres non indonésiens plusieurs années plus âgés que lui. Henricia Moeryantini, une religieuse de l'Ordre de Charles Borromée, écrit que l'Église catholique est devenue influente à l'échelle nationale sous Soegijapranata, et que l'archevêque se souciait trop du peuple pour adopter une approche extérieure. Van Klinken écrit que Soegijapranata est finalement devenu comme un priyayi, ou un noble javanais, au sein de l'église, « engagé envers la hiérarchie et le statu quo comme envers le Dieu qui les a créés ». Selon van Klinken, en venant dans la république naissante, Soegijapranata a accepté de voir « le futur paradis javanais » au péril de sa vie.
Soegijapranata est l'homonyme d'une grande université catholique de Semarang  . Des rues de plusieurs villes indonésiennes portent son nom, notamment à Semarang, Malang, et Medan. Sa tombe à Giritunggal est souvent le lieu de pèlerinage des catholiques indonésiens, qui célèbrent des messes au bord de sa tombe .
En juin 2012, le réalisateur Garin Nugroho a publié un biopic sur Soegijapranata intitulé Soegija. Avec Nirwan Dewanto dans le rôle principal, le film suit les activités de Soegijapranata dans les années 1940 . Son lancement est accompagné d'une novélisation semi-fictionnelle de la vie de Soegija, écrite par l'auteur catholique Ayu Utami .
Dans la culture populaire indonésienne, Soegijapranata est connu pour sa devise « 100 % catholique, 100 % indonésien »  . La devise, qui est utilisée pour promouvoir plusieurs biographies et le film Soegija, est dérivée du discours d'ouverture de Soegijapranata au Congrès catholique pan-indonésien de 1954 à Semarang.